# 周创兵
周创兵（1962年11月—），男，江苏启东人，中国水工岩石力学家，中国工程院院士。曾任武汉大学副校长、南昌大学校长。

## 生平
周创兵1984年毕业于河海大学水文地质工程地质专业，1987年在河海大学获岩土工程硕士学位。1995年6月在武汉水利电力学院获水工结构专业博士学位。
1987年6月起任教于武汉大学水利水电学院。2003年11月到2013年6月，任武汉大学副校长。
2013年7月1日起，任南昌大学校长、党委副书记，原校长周文斌被免职。2022年11月17日，卸任南昌大学校长职务，由陈晔光接任。
2023年11月，当选为中国工程院院士。